# Budeč (okres Žďár nad Sázavou)
Budeč (německy Butsch) je obec v okrese Žďár nad Sázavou v Kraji Vysočina.

## Přírodní poměry
Budeč leží jihozápadně od Žďáru nad Sázavou v nejjižnějším výběžku Chráněné krajinné oblasti Žďárské vrchy. Nejvyšším vrcholem na katastru Budče je Kopeček (602 m n. m.), který je jedním z bodů evropského rozvodí, jež v těchto místech tvoří hranice mezi povodím Oslavy a povodím Sázavy. V obci žije 178 obyvatel.

## Historie
První písemná zmínka o vsi pochází z roku 1377.
| Rok            | 1869 | 1880 | 1890 | 1900 | 1910 | 1921 | 1930 |
| Počet obyvatel | 257  | 268  | 242  | 256  | 263  | 270  | 224  |
| Rok            | 1950 | 1961 | 1970 | 1980 | 1991 | 2001 | 2016 |
| Počet obyvatel | 197  | 182  | 189  | 183  | 158  | 180  | 192  |

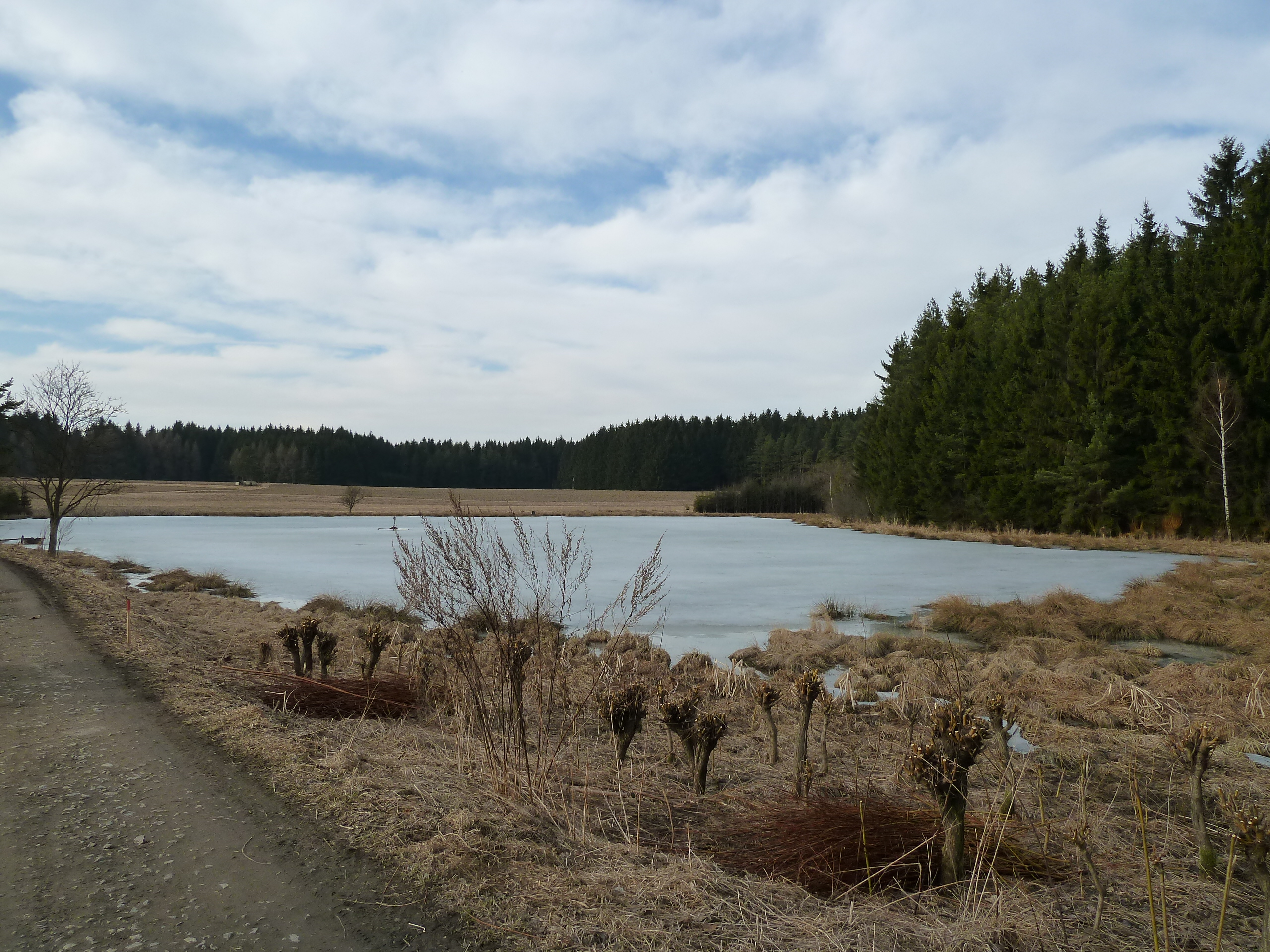
Rybník Plaček severně od obce, kolem něhož vede NS Babín

Ve druhé polovině 19. století byla u obce těžena železná ruda magnetit. V 50. letech 20. století zde probíhal průzkum ložiska, ukončený roku 1961 výpočtem zásob, těžba nebyla zahájena. Zbytky byly zcela zahlazeny do roku 1970.
V letech 1997–2010 působil jako starosta František Fabík, od roku 2010 tuto funkci vykonává Ing. Jiří Chalupa.

## Pamětihodnosti
- Boží muka
- Kaple Panny Marie Sněžné z roku 2008 (původní stavba z 19. století byla zbořena) na návsi obce
- Kamenný kříž před kaplí z roku 1919

## Kaple Panny Marie Sněžné
Kaple leží na volném prostranství v centrální části návsi. V roce 2004 a 2005 probíhalo projektovaní její stavby, na jejíž realizaci se začalo pracovat v roce 2006. Stavba byla ukončena v srpnu roku 2008. Kaple byla navržena architektem Karlem Roseckým a o její výstavbu se postaral projektant Milan Pelikán. Kaple se stala stavbou roku kraje Vysočina 2008 v kategorii "Stavby občanské vybavenosti".

## Osobnosti
- Josef Sobotka (1836–1906), advokát a politik, starosta Telče, zemský poslanec